# Pycnothele (spin)
Pycnothele is een spinnengeslacht in de taxonomische indeling van de bruine klapdeurspinnen (Nemesiidae).
Pycnothele werd in 1917 beschreven door Chamberlin.

## Soorten
Pycnothele omvat de volgende soorten:
- Pycnothele auronitens (Keyserling, 1891)
- Pycnothele modesta (Schiapelli & Gerschman, 1942)
- Pycnothele perdita Chamberlin, 1917
- Pycnothele piracicabensis (Piza, 1938)
- Pycnothele singularis (Mello-Leitão, 1934)